# Narodowy Instytut Onkologii im. Marii Skłodowskiej-Curie – Państwowy Instytut Badawczy

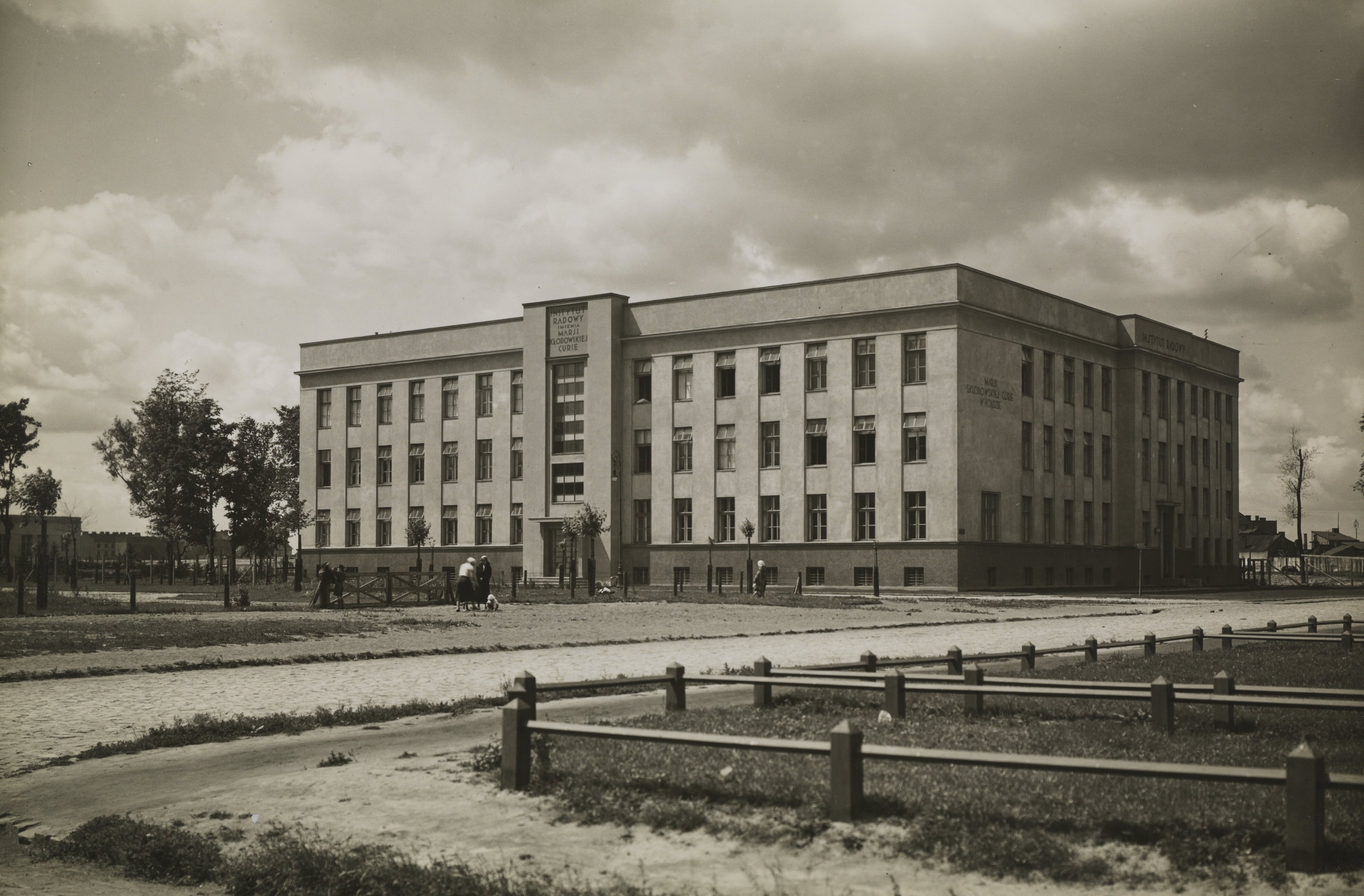
Budynek Instytutu Radowego przy ulicy Wawelskiej 15

Narodowy Instytut Onkologii im. Marii Skłodowskiej-Curie – Państwowy Instytut Badawczy, do 2020 Centrum Onkologii – Instytut im. Marii Skłodowskiej-Curie – placówka onkologiczna i państwowy instytut badawczy. Wywodzi się z Instytutu Radowego, założonego w 1932 roku z inicjatywy Marii Skłodowskiej-Curie. Jest największą placówką onkologiczną w Polsce.
Siedziba Instytutu znajduje się w Warszawie. Posiada on także dwa oddziały: Centrum Onkologii w Krakowie i Centrum Onkologii w Gliwicach.

## Historia
Instytut został założony 29 maja 1932 z inicjatywy i na prośbę Marii Skłodowskiej-Curie jako Instytut Radowy przy ulicy Wawelskiej 15. Jego pierwszym dyrektorem został Franciszek Łukaszczyk. Maria Skłodowska ofiarowała nowej placówce gram radu, będący jej własnością. Był on podstawą rozpoczęcia działalności instytutu. Do 1939 prezesem Komitetu Instytutu Radowego był prof. Roman Nitsch, a Bronisława Dłuska była skarbnikiem.
Wybuch II wojny światowej zahamował rozwój Instytutu; 5 września 1939 r. wobec bezpośredniego zagrożenia stolicy przez wojska niemieckie, dyrektor Franciszek Łukaszczyk zdecydował o przerwaniu leczenia radem, którego część ukrył w swoim domku letniskowym. Protokół w tej sprawie podpisali oprócz niego: prof. Roman Nitsch – prezes Towarzystwa Daru Narodowego im. Marii Skłodowskiej-Curie oraz dr Anna Madejczyk – lekarz Instytutu. Dwa gramy radu zostały w domu letniskowym pod Warszawą. Po kapitulacji Warszawy dr Łukaszczyk przywiózł z powrotem część radu do Instytutu. Niemcy skonfiskowali 720 mg, jednakże w wyniku różnych działań pozostało 420 mg; stosowano je przez następne lata do leczenia chorych w Instytucie, który przez okupanta został przemianowany na Miejski Szpital Przeciwrakowy.
Wybuch powstania zakończył się dla Instytutu tragicznie. Piątego sierpnia 1944 r. żołnierze Rosyjskiej Wyzwoleńczej Armii Ludowej (RONA) wypędzili personel i niewielką liczbę chorych mogących się poruszać o własnych siłach. Pozostałych wymordowano, a budynek podpalono. Dwudziestego sierpnia 1944 r. dr Łukaszczyk, przekupując Niemców, przedostał się opancerzonym transporterem do spalonego Instytutu, zabrał ukryty rad do plecaka i wywiózł do Reguł pod Warszawą, a następnie na Podhale (skąd pochodził).
Po wojnie, pierwszych chorych przyjęto do leczenia w 1946 r., a pełną działalność wznowiono w 1947 r. Na początku utworzono trzy działy: radioterapii – kierownik dr Franciszek Łukaszczyk, patologii – kierownik dr Józef Laskowski i chirurgii – kierownik dr Tadeusz Koszarowski. Powstała też Pracownia Radiologiczna, kierowana przez dra Janusza Buraczewskiego. Pod koniec roku pracowało już 11 lekarzy, obok wyżej wymienionych: Zofia Chechłowska, Władysław Kazimierz Jasiński, Hanna Kołodziejska-Wertheim, Anna Madejczyk, Irena Skowrońska, Jeremi Święcki i Ludwika Tarłowska.
W 1950 r. pod kierunkiem dra Stanisława Wisłockiego zorganizowano Zakład Biologii Nowotworów, a w rok później reaktywowano Zakład Fizyki Medycznej – ponownie pod kierunkiem prof. Cezarego Pawłowskiego.
W 1951 r. na podstawie rozporządzenia Rady Ministrów połączono Instytut Radowy w Warszawie z Instytutem Onkologii w Krakowie oraz z istniejącym od 1947 roku Państwowym Instytutem Przeciwrakowym w Gliwicach w Instytut Onkologii im. Marii Skłodowskiej-Curie z centralą w Warszawie oraz oddziałami w Krakowie i Gliwicach. W 1951 ogłoszono statut Instytutu Onkologicznego im. Marii Curie-Skłodowskiej.
W 1953 r. powołano w Instytucie Centralny Rejestr Nowotworów, którego działanie było możliwe dzięki wydaniu instrukcji Ministrów: Zdrowia i Opieki Społecznej, Obrony Narodowej, Spraw Wewnętrznych i Komunikacji – o obowiązku zgłaszania zachorowań na nowotwory złośliwe. W tym samym roku powstał samodzielny Oddział Chirurgiczny stworzony i kierowany przez doc. Tadeusza Koszarowskiego, a w następnym – Oddział Ginekologii Onkologicznej pod kierunkiem dr Ludwiki Tarłowskiej.
W 1957 r. otwarto Pracownię Izotopową, stworzoną przez prof. Władysława Jasińskiego.
W 1965 r. wydał on pierwszy podręcznik o klinicznym zastosowaniu radioizotopów w onkologii; w dwa lata później doc. Janusz Szymendera stworzył Pracownię Radiochemii.
Dzięki staraniom nestora polskiej onkologii prof. Tadeusza Koszarowskiego na warszawskim Ursynowie zrealizowano nową wielką inwestycję. Był to zespół budynków o łącznej kubaturze 320 tys. m², dostosowany do najnowocześniejszych metod leczenia chorób nowotworowych.
W 1972 r. zapadła decyzja władz państwowych o poszerzeniu Instytutu o siedzibę na Ursynowie o wielkości i randze centralnego ośrodka w kraju. Pełnomocnikiem ds. budowy został inicjator i orędownik takiego rozwiązania prof. Tadeusz Koszarowski, obejmując jednocześnie funkcję dyrektora. Odegrał on szczególną rolę w rozwoju polskiej onkologii.
W 1974 r. przekształcono Zespół Chemioterapii istniejący w Instytucie przy ul. Wawelskiej w pierwszą w Polsce Klinikę Chemioterapii, którą kierowali początkowo prof. Jerzy Meyza i dr Anna Żelechowska, a od 1981 r. – dr Józef Zborzil.
W dniu 19 lipca 1977 r. uroczyście wmurowano akt erekcyjny nowej siedziby. Budowę finansowało społeczeństwo poprzez składki na Narodowy Fundusz Ochrony Zdrowia. W dniu 16 lipca 1984 roku nastąpiło otwarcie części pomieszczeń.
Budowę rozpoczęto w 1979 r. Pierwsze pomieszczenia oddano do użytku w 1984 roku. W tym też roku Instytutowi Onkologii nadano obecną nazwę: Centrum Onkologii – Instytut im. Marii Skłodowskiej-Curie.
W 1985 r. rozpoczęła się działalność kliniczna w niektórych ukończonych budynkach na Ursynowie. Powstały tam: Zakład Radioterapii – kierowany przez prof. Andrzeja Hliniaka, Zakład Rehabilitacji – stworzony przez dr Krystynę Mikę, i Przychodnia – pod kierunkiem prof. Grzegorza Madeja.
W latach 1995–1997 stopniowo następowało otwieranie klinik narządowych i zakładów teoretycznych na Ursynowie. Jednostki te tworzą już teraz swoje własne curricula.
W 2011 r. otwarto w osobnym budynku Centrum Profilaktyki Nowotworów.
W 2016 r. funkcję dyrektora Centrum Onkologii – Instytutu im. Marii Skłodowskiej-Curie objął prof.Jan Walewski.
Od 1 stycznia 2020 placówka zmieniła nazwę z Centrum Onkologii – Instytut im. Marii Skłodowskiej-Curie na Narodowy Instytut Onkologii im. Marii Skłodowskiej-Curie; otrzymał on jednocześnie status Państwowego Instytutu Badawczego.
W budynku Centrum znajduje się kaplica Matki Bożej Nieustającej Pomocy.
W 2022 roku na działce od strony ul. Pileckiego rozpoczęła się budowa sześciokondygnacyjnego parkingu na blisko 600 miejsc parkingowych.

## Charakterystyka

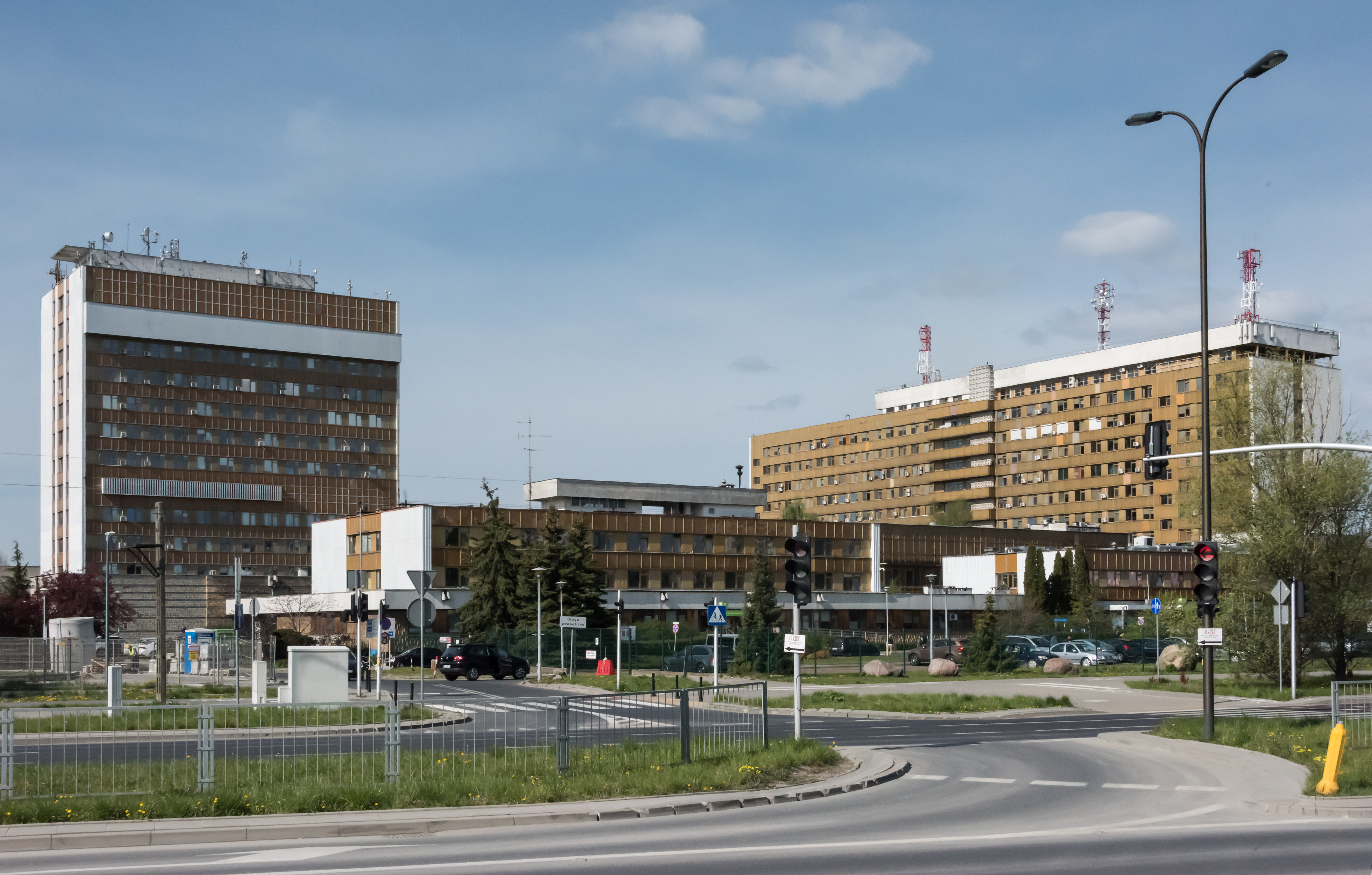
Kompleks Instytutu widziany od strony ul. Pileckiego (2020)

W 2018 r. placówka realizowała 80 procent krajowego zapotrzebowania na leczenie niektórych nowotworów rzadkich. W 2018 r. zatrudniała 437 lekarzy. Rocznie w trybie ambulatoryjnym przyjmuje blisko 400 tysięcy, a hospitalizuje ponad 50 tys. pacjentów.
Misją Instytutu jest nie tylko leczenie i terapia chorych na nowotwory, ale również tworzenie nowej wiedzy w dziedzinie onkologii oraz standardów optymalnego postępowania w celu realizacji narodowej strategii przeciwdziałania chorobom nowotworowym. Instytut w Warszawie wraz z Oddziałami w Krakowie i Gliwicach prowadzi badania naukowe nad przyczynami i mechanizmami rozwoju chorób nowotworowych. Większość badań prowadzona jest wspólnie przez Zakłady Badań Podstawowych i Kliniki Instytutu oraz we współpracy w innymi jednostkami naukowymi w kraju i za granicą.
Prace badawcze realizowane są w ramach Planu Naukowego w czterech grupach tematycznych:
- Biologiczne podłoże chorób nowotworowych
- Analityczna i molekularna epidemiologia nowotworów
- Rozwój metod diagnostyki nowotworów
- Optymalizacja i indywidualizacja terapii przeciwnowotworowej

Podział narządowy Instytutu pozwala na specjalistyczne leczenie w poszczególnych umiejscowieniach nowotworów. W ramach tych klinik współpracują ze sobą specjaliści w zakresie: chirurgii onkologicznej, onkologii klinicznej, radioterapii i lekarzy specjalistów żywienia klinicznego.
W ramach Instytutu działa także Zespół Interdyscyplinarny, który realizuje standardy postępowania terapeutycznego oraz leczenia wspomagającego.
Narodowy Instytut Onkologii im. Marii Skłodowskiej-Curie – Państwowy Instytut Badawczy w liczbach:
W 2018 r. w Instytucie znajdowało się łącznie 1357 łóżek, w tym: 718 w Warszawie, 174 w Krakowie, 465 w Gliwicach.
W ramach reformy onkologii w Polsce w latach 2019–2028 odbywa się rewitalizacja i rozbudowa istniejącej infrastruktury Centrum Onkologii – Instytutu im. Marii Skłodowskiej-Curie w Warszawie. Wartość inwestycji to 872 mln zł. Mottem Instytutu jest: „W służbie pacjenta i nauki”.

## Badania kliniczne
Narodowy Instytut Onkologii im. Marii Skłodowskiej Curie – Państwowy Instytut Badawczy prowadzi badania kliniczne komercyjne i niekomercyjne we współpracy z takimi organizacjami jak EORTC, PLRG, PGSz oraz innymi instytucjami naukowymi w kraju i za granicą, w tym badania sponsorowane przez sam Instytut. To tu właśnie powstał pierwszy w Polsce oddział Badań Wczesnych Faz realizujący onkologiczne badania przedkliniczne i kliniczne.
Na oddziale prowadzone są badania naukowe oceniające bezpieczeństwo i skuteczność nowoczesnych terapii. Ośrodek prowadzi badania kliniczne wczesnych faz, w tym: faz I/II, badań typu „Pierwsze podanie u człowieka” („first-in-human”), badań typu „proof-of-concept”, badań wymagających ścisłego monitorowania farmakokinetyki i/lub farmakodynamiki oraz badań nad biorównoważnością leków. Ich celem jest potwierdzenie bezpieczeństwa i skuteczności leków lub metod leczenia nowotworów.
Prowadzenie badań klinicznych jest jedynym wiarygodnym sposobem pozwalającym ustalić czy nowa metoda leczenia raka jest bardziej skuteczna niż metody stosowane dotychczas.

## Struktura
Podział Instytutu:
Kliniki:
- Nowotworów Głowy i Szyi
- Gastroenterologii Onkologicznej
- Diagnostyki Onkologicznej, Kardioonkologii i Medycyny Paliatywnej
- Nowotworów Układu Chłonnego
- Nowotworów Piersi i Chirurgii Rekonstrukcyjnej
- Nowotworów Układu Moczowego
- Nowotworów Płuca i Klatki Piersiowej
- Chemioterapii Dziennej
- Ginekologii Onkologicznej
- Nowotworów Układu Nerwowego
- Nowotworów Tkanek Miękkich
- Kości i Czerniaków
- Endokrynologii Onkologicznej i Medycyny Nuklearnej
- Chirurgii Onkologicznej i Guzów Neuroendokrynnych
- Onkologii i Radioterapii

Zakłady:
- Zakład Radioterapii
- Zakład Brachyterapii
- Zakład Fizyki Medycznej
- Zakład Mikrobiologii Klinicznej
- Zakład Patologii i Diagnostyki Laboratoryjnej
- Zakład Rehabilitacji
- Zakład Radiologii I i II
- Samodzielna Pracownia Cytogenetyki
- Samodzielna Pracownia Biobankowania Krwi
- Samodzielna Pracownia Serologii Transfuzjologicznej z Bankiem Krwi
- Pracownia Planowania i Leczenia Napromienianiem Kliniki Onkologii i Radioterapii

Jednostki działalności naukowej:
Zakład Onkologii Molekularnej i Translacyjnej
- Pracownia Badań Translacyjnych
- Pracownia Biologii Komórki
- Pracownia Wdrażania i Walidacji Molekularnych Technik Diagnostycznych
- Pracownia Eksperymentalnej i Klinicznej Immunologii
- Pracownia Organizacji Chromatyny

Zakład Medycyny Regeneracyjnej
- Pracownia Inżynierii Komórkowej
- Pracownia Biologii Komórki Macierzystej
- Bank Komórek Macierzystych i Tkanek

Zakład Immunologii
- Pracownia Immunologii Komórkowej
- Pracownia Hodowli Komórkowych

Zakład Genetyki
- Pracownia Badań Wielkoskalowych
- Pracownia Hodowli Zwierząt Laboratoryjnych

Zakład Epidemiologii i Prewencji Pierwotnej Nowotworów
- Pracownia Epidemiologii
- Pracownia Prewencji Pierwotnej
- Poradnia Pomocy Palącym[12]
- Samodzielna Pracownia Biobankowania Krwi

Zakład Matematyki Onkologicznej
Dział Nauki
- Sekcja Planowania Naukowego
- Sekcja Dokumentacji i Informacji Naukowej
- Sekcja Grantów i Współpracy Naukowej

Biblioteka Naukowa

## Dyrektorzy
Dyrektorzy placówki:
- Franciszek Łukaszczyk (1932–1956)
- Józef Laskowski (1956–1961)
- Władysław Jasiński (1961–1972)
- Tadeusz Koszarowski (1972–1985)
- Jan Steffen (1986–1991)
- Andrzej Kułakowski (1991–1998)
- Marek P. Nowacki (1999–2009)
- Maciej Krzakowski(inne języki) (2009–2011)
- Krzysztof Warzocha (2012–2015)
- Jan Walewski(inne języki) (2016–2024)
- Beata Jagielska (od 2024)[15]

## Galeria

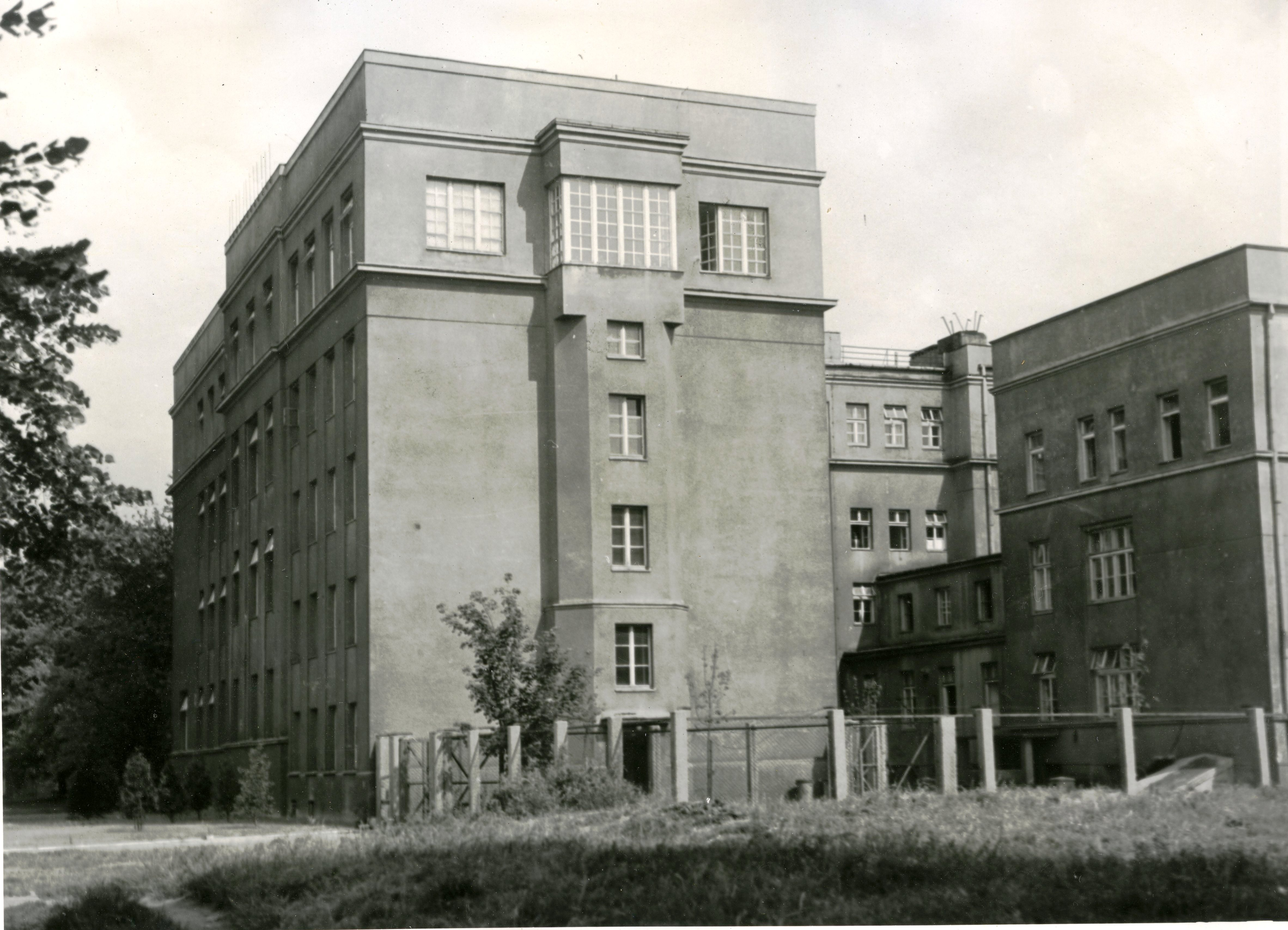
Siedziba Instytutu przy ul. Wawelskiej w Warszawie
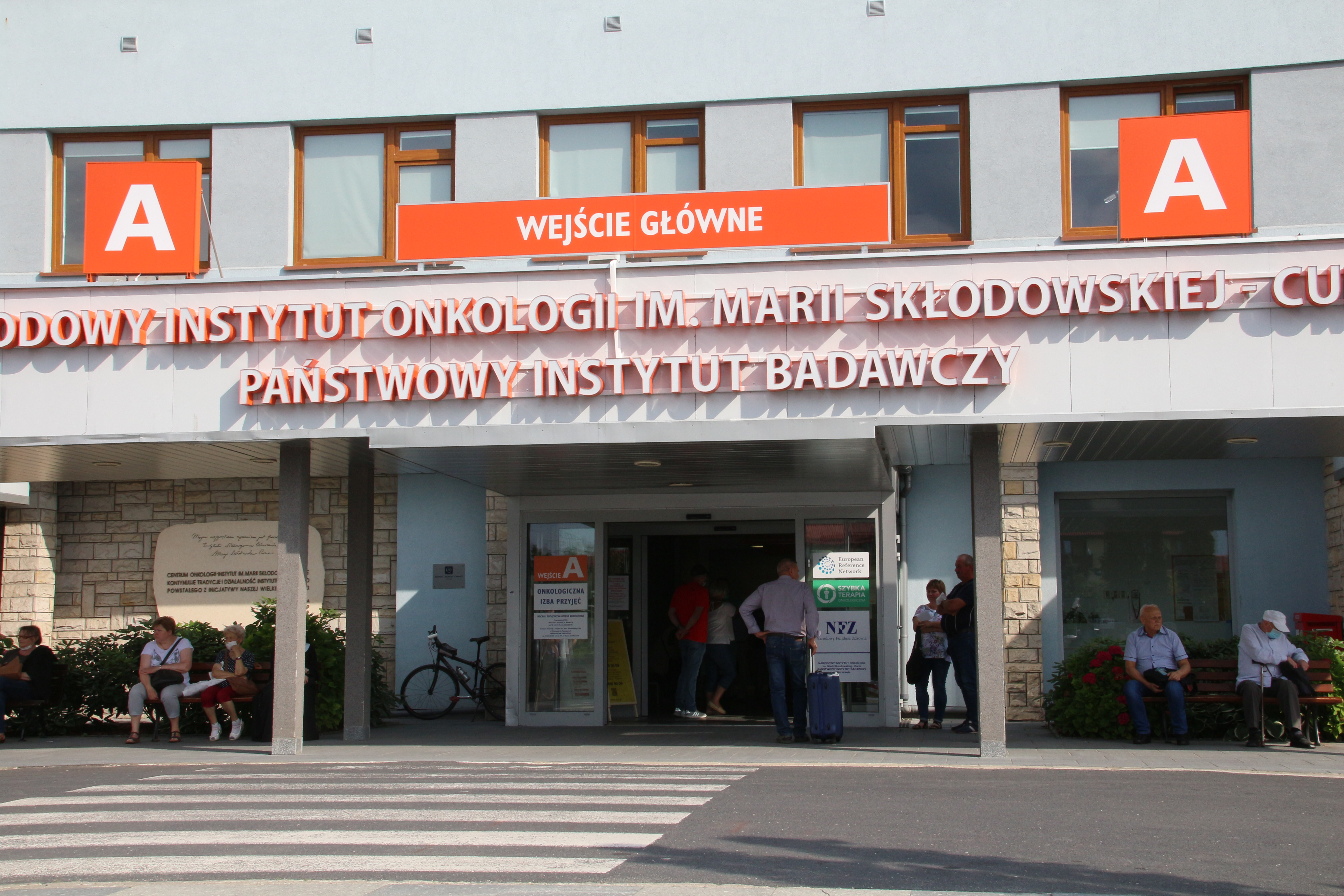
Wejście główne
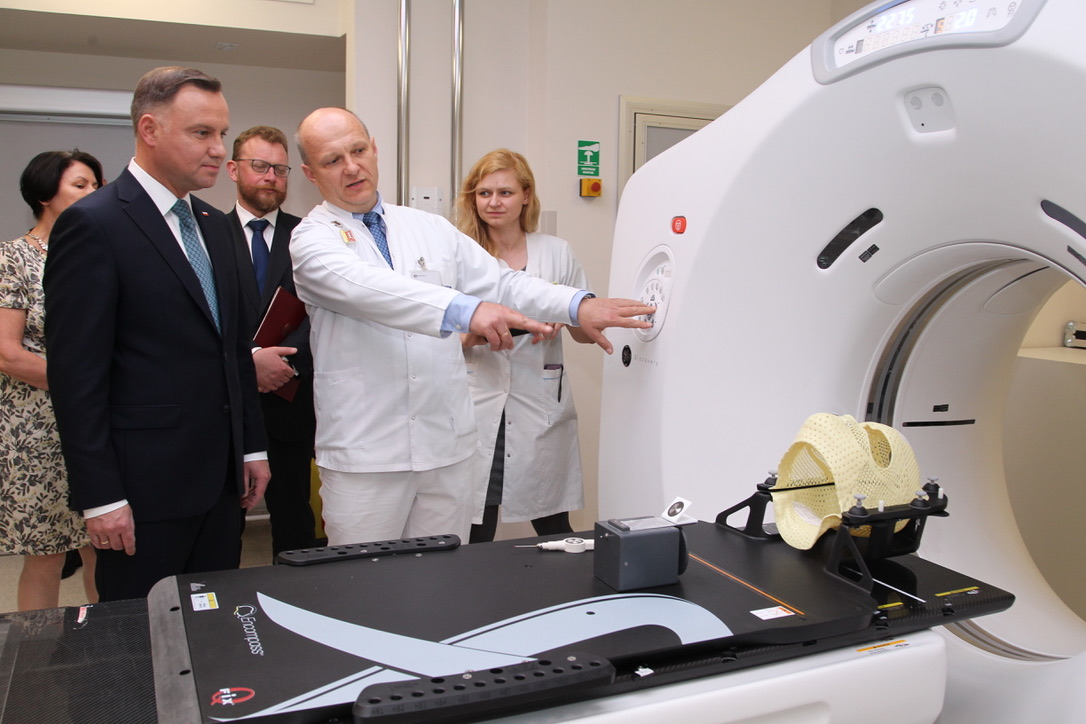
Prezydent Andrzej Duda z wizytą w Instytucie
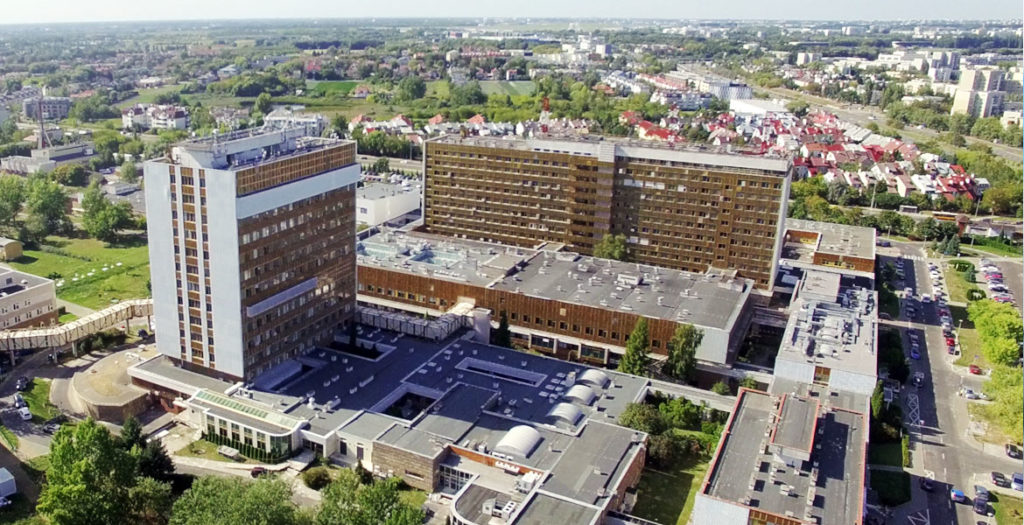
Kompleks budynków Narodowego Instytutu Onkologii w Warszawie
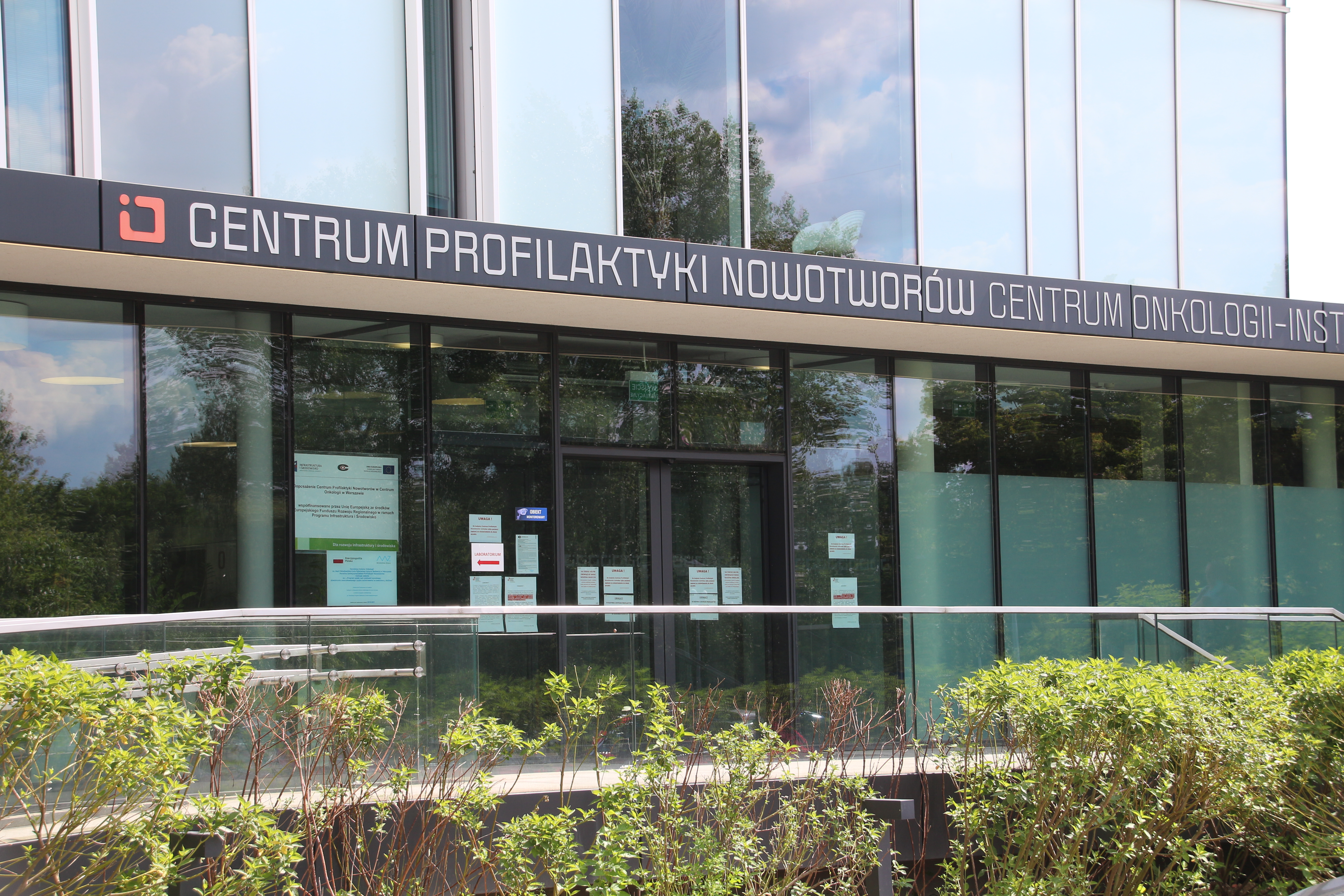
Centrum Profilaktyki Nowotworów